# لتروزول
لتروزول (به انگلیسی: Letrozole) که با نام تجاری فمارا نیز شناخته میشود یک مهار کننده آنزیم آروماتاز است که در القا تخمک گذاری و درمان سرطان پستان  استفاده می شود و در شکل دارویی قرص در بازار موجود است. این ماده با اتصال رقابتی و برگشت پذیر به واحد سیتوکروم P450 مانع تبدیل آندروژن به استروژن شده و کاهش سطح استروژن در بدن منجر به کاهش رشد سلول های سرطانی وابسته به هورمون می شود.

## موارد مصرف

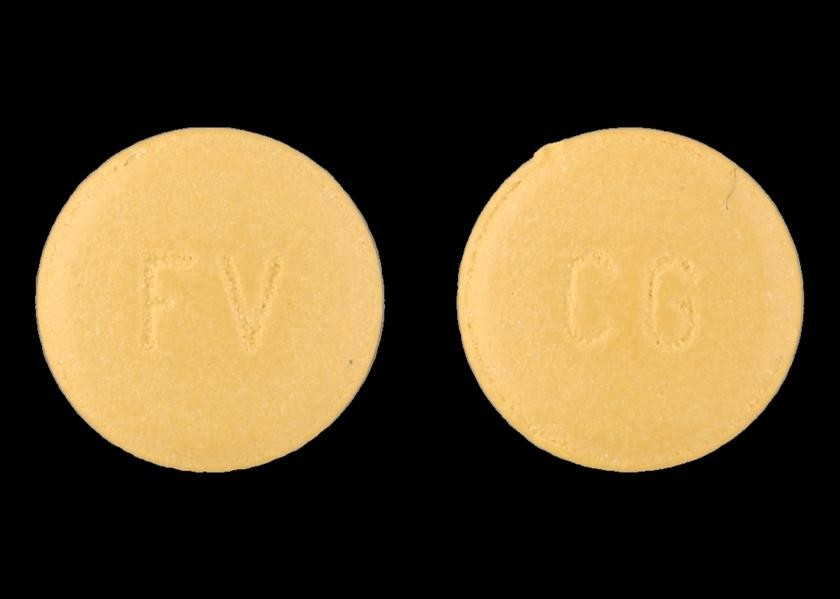
قرص 2.5 میلی گرمی لتروزول

قرص لتروزول برای تحریک تخمک گذاری در زنان نابارور مبتلا به سندرم تخمدان پلی کیستیک مقاوم به کلومیفن و درد درمان و کنترل انواع سرطان پستان (وابسته به هورمون گیرنده مثبت) و تخمدان در زنان پس از یائسگی تجویز میشود. برخی از سرطان های پستان توسط هورمون طبیعی به نام استروژن سریع تر رشد می کنند. لتروزول میزان استروژن بدن را کاهش داده و باعث کند شدن یا معکوس شدن رشد سلول های سرطان های پستان می شود.

## عوارض جانبی
شایع ترین عوارض جانبی این دارو تعریق، گرگرفتگی، ورم و درد مفاصل،خستگی و التهابات پوستی است. مصرف طولانی مدت آن نیز می تواند منجر به پوکی استخوان شود. بنابراین در برخی زنان بخصوص افرادی که در دوران یائسگی هستند و بیشتر مستعد پوکی استخوان می باشند فسفونات نیز تجویز می شود. 

## تداخلات دارویی
در محیط آزمایشگاهی، لتروزول آنزیم کبدی CYP 2A6 و به میزان کمتر آنزیم CYP2C19 را مهار می کند، اما تا کنون هیچ گونه تداخل خاصی با داروهایی مانند سایمتیدین و وارفارین در زمان مصرف لتروزول گزارش نشده است. 

## موارد منع مصرف واحتیاط
در صورت حساسیت نسبت به ترکیبات آن به پزشک یا داروساز اطلاع دهید. قبل از استفاده از دارو، پزشک معالج را در مورد بیماری های زمینه ای خود مانند چربی خون بالا ، پوکی استخوان، سکته مغزی یا لخته شدن خون، بیماری قلبی (مانند درد قفسه سینه ، حمله قلبی ، نارسایی قلبی)، فشار خون بالا ، مشکلات کلیوی، مشکلات کبدی مطلع سازید.
این دارو ممکن است باعث سرگیجه و خستگی و یا بندرت دچار تاری دید شود. مصرف همزمان مشروبات الکل یا ماری جوانا (حشیش) این عوارض را شدید تر می کند. 
این دارو نباید در دوران بارداری استفاده شود. و جزو گروه D میباشد زیرا ممکن است به جنین آسیب برساند. لتروزول عمدتاً در زنان بعد از یائسگی استفاده می شود. هنوز مشخص نیست که آیا این دارو به شیر مادر منتقل می شود یا خیر اما جهت اطمینان، نباید در شیردهی استفاده شود. 